# Sadok Amri
Pour les articles homonymes, voir Amri.
Sadok Amri est un homme politique tunisien. Il est secrétaire d'État chargé de l’Environnement auprès du ministre de l'Équipement et de l'Environnement, Mohamed Salmane, de 2013 à 2014.